# Villemoustaussou
Villemoustaussou település Franciaországban, Aude megyében. Lakosainak száma 4434 fő (2022. január 1.). Villemoustaussou Carcassonne, Conques-sur-Orbiel, Pennautier, Villalier, Villedubert és Villegailhenc községekkel határos.

## Népesség
A település népessége az elmúlt években az alábbi módon változott:
| Lakosok száma | 1059 | 2254 | 2729 | 3034 | 4181 | 4356 | 4423 | 4469 | 4501 | 4434 |
|               | 1968 | 1982 | 1990 | 2006 | 2013 | 2015 | 2017 | 2019 | 2020 | 2022 |